# Jaime Villegas
Jaime Enrique Villegas Roura (La Ceiba, Atlántida; 5 de julio de 1950) es un exfutbolista hondureño que jugó para la Selección de Honduras en la Copa Mundial de Fútbol de 1982. Actualmente es diputado del Congreso Nacional de Honduras para el Departamento de Cortés.

## Carrera deportiva
Villegas, jugó para el Real Club Deportivo España. Jugó 309 partidos en la Liga Nacional de Fútbol de Honduras.

## Carrera internacional
Villegas jugó en la Copa Mundial de Fútbol de 1982. Participó como defensa de la Selección Nacional de Fútbol de Honduras.

## Presidente del Real Club Deportivo España
En mayo de 2010, Villegas confirmó ser el nuevo presidente del Club Deportivo España, de la primera división de Honduras.

## Palmarés

### Títulos nacionales
| Título        | Equipo      | País     | Año     |
| ------------- | ----------- | -------- | ------- |
| Copa Nacional | España      | Honduras | 1972    |
| Liga Nacional | España      | Honduras | 1974-75 |
| Liga Nacional | España      | Honduras | 1975-76 |
| Liga Nacional | España      | Honduras | 1976-77 |
| Liga Nacional | Real España | Honduras | 1980-81 |

### Títulos internacionales
| Título                                | Equipo (*)  | Sede     | Año  |
| ------------------------------------- | ----------- | -------- | ---- |
| Campeonato de Naciones de la Concacaf | Honduras    | Honduras | 1981 |
| Copa Fraternidad Centroamericana      | Real España | Honduras | 1982 |

(*) Incluyendo la selección.